# Хлівище (Білорусь)
Хлі́вище (біл. Хлевішча) — село в Білорусі, у Кам'янецькому районі Берестейської області. Орган місцевого самоврядування — Верховицька сільська рада.

## Назва
- Хлі́вище (біл. Хлевішча, Хлявішча; рос. Chlewiszcze ; рос. Хлевище) — сучасна назва; від слова «хлів»[2].
- Хлі́виське (біл. Хлявіскае, Хлевіскае) — стара назва села в XVII ст[3].
- Хлі́вищі (біл. Хлевішчы) — альтернативна назва[3].

## Географія
Хлівище розташоване за 34 км на північний захід від Кам'янця, за 56 км на північ від Берестя. Село лежить за 12 км на північ від залізничної станції Високе-Литовське (лінія Берестя—Білосток). 500 м на північний захід від Хлівища проходить державний кордон Білорусі з Польщею. Селом пролягає місцева автодорога Н-349 (Верховичі—Прикордонна).

## Історія
Засноване у ХІІІ ст. як одне з поселень половців хана Тегака, яких переселив руський король Данило Галицький для захисту своєї держави від нападів ятвягів та литовців.
Вперше згадується 1566 року в ревізії Берестейського староства.
1667 року польський король і великий князь литовський Ян ІІ Казимир подарував 24 волоки в селі Хлівище римо-католицькій церкві в Милейчицях. Вони залишалися у церковній власності до реформи 1861 року.
1778 року в Хлівищах була збудована греко-католицька філіальна церква при парафії архангела Михаїла з сусіднього села Голя. 1864 року в селі збудували православну Церкву святого Олександра Невського.
У 1921 році село входило до складу гміни Половце Берестейського повіту Поліського воєводства Польської Республіки.
Під час Німецько-радянської війни (1941—1945) загинуло 5 мешканців села.

### Адміністративна історія
- з 1566: Велике князівство Литовське, Берестейське воєводство, Берестейське староство, Милейчицька волость, Половецьке війтівство.
- з XVIII ст.: Велике князівство Литовське, Берестейське воєводство, Берестейський повіт, Половецька волость.
- з 25 грудня 1795: Російська імперія, Слонімське намісництво, Берестейський повіт, Половецька волость (за результатами третього поділу Речі Посполитої).
- з 12 грудня 1796: Російська імперія, Литовська губернія, Берестейський повіт, Половецька волость.
- з 28 серпня 1802: Російська імперія, Гродненська губернія, Берестейський повіт, Половецька волость.
- з 14 вересня 1917: Російська республіка, Гродненська губернія, Берестейський повіт, Половецька волость.
- з 7 листопада 1917: Російська РФСР, Гродненська губернія, Берестейський повіт Половецька волость.
- з 7 червня 1919: Цивільне правління (Польська Республіка), Берестейський округ, Берестейський повіт, Половецька гміна.
- з 12 грудня 1920: Тимчасове правління (Польська Республіка), Поліський округ, Біловезький повіт, Половецька гміна.
- з 19 лютого 1921: Польська Республіка, Поліське воєводство, Берестейський повіт, Половецька гміна (за результатами радянсько-польської війни).
- з 18 квітня 1928: Польська Республіка, Поліське воєводство, Берестейський повіт, Високо-Литовська гміна.
- з 2 листопада 1939: Білоруська РСР (за результатами німецько-радянського поділу Польщі).
- з 4 грудня 1939: Білоруська РСР, Берестейська область.
- з 1940: Білоруська РСР, Берестейська область, Кліщельський район.
- з 1 серпня 1941: Німецька імперія, Білостоцька округа, Більський крайскомісаріат.
- з серпня 1944: Білоруська РСР, Берестейська область, Кліщельський район.
- з 1945: Білоруська РСР, Берестейська область, Високівський район.
- з 8 липня 1948: поділене між Польщею і Білоруссю; на північній частині села утворено польське село Хлівище.
- з 17 квітня 1962: Білоруська РСР, Берестейська область, Кам'янецький район.
- з 25 серпня 1991: Білорусь, Берестейська область, Кам'янецький район.

## Населення
До початку XVI століття місцеві жителі згадувалися як половці. У XIX столітті польський історик Юзеф Ярошевич, зазначав, що вони асимілювалися й нічим не відрізнялися від русинів.
Станом на 10 вересня 1921 року в селі налічувалося 59 будинків та 237 мешканців, з них:
- 112 чоловіків та 125 жінок;
- 236 православних, 1 римо-католик;
- 230 українців (русинів), 7 «тутейших».

Динаміка зміни чисельності населення:
- 1857: 304 осіб.
- 1897: 490 осіб, 73 двори (церква, хлібна крамниця, 3 вітряки, кузня).
- 1905: 498 осіб.
- 1921: 237 осіб[5].
- 1950: 267 осіб, 69 дворів (колгосп імені Верховної Ради СРСР)
- 1960: 370 осіб
- 1970: 224 особи (колгосп імені Дзержинського).
- 1999: 63 особи
- 2005: 56 осіб, 32 двори.
- 2009: 40 осіб[1].